# Ochtyrka
Ochtyrka (in ucraino Охтирка?, in russo Ахтырка?, Achtyrka) è una città ucraina (46 660 abitanti) nel distretto di Ochtyrka, nell'oblast' di Sumy. Ospita l'amministrazione del distretto di Ochtyrka e della comunità territoriale di Ochtyrka una delle comunità territoriali dell'Ucraina.
Fino al 18 luglio 2020 Ochtyrka costituiva una città di rilevanza regionale e non apparteneva ad alcun distretto, anche se era il centro amministrativo del distretto di Ochtyrka. Come parte della riforma amministrativa dell'Ucraina la città fu integrata nel distretto di Ochtyrka .
Nell'agosto 1943 fu teatro di aspri scontri tra carri armati sovietici e tedeschi durante la quarta battaglia di Char'kov della seconda guerra mondiale, che terminarono con forti perdite per entrambe le parti e con la ritirata finale dei tedeschi.
Nel XIX secolo una città di Achtyrka faceva parte di Achtyrka volost' del uezd di Achtyrka del Governatorato di Char'kov. 
È stata dichiarata completamente distrutta dal sindaco Pavlo Kuzmenko il 16 aprile 2022 a seguito degli attacchi russi.